# 広末涼子のRHラブ・アンリミテッド
広末涼子のRHラブ・アンリミテッド（ひろすえりょうこのアールエイチ・ラブ・アンリミテッド）は、TOKYO FM、JFN系列にて2000年4月7日 - 2001年3月30日までは毎週金曜22時30分 - 22時55分、2001年4月2日 - 2001年9月24日までは毎週火曜（月曜深夜）3時 - 3時30分に放送されていたトーク番組。広末涼子の冠番組である。

## 概要
前身番組は1996年から同局で放送された『広末涼子のがんばらナイト』。事実上の枠移動で金曜日に移動。2001年4月からは月曜深夜に移動した。
前身番組と比べ、ハガキ投稿コーナーが減少したほか、ドラマ撮影が続いていたことで撮影現場からの収録が増えている。また映画『WASABI』撮影による渡欧のため2001年4月23日放送分は同事務所の小雪が代役パーソナリティーを務めた。
2001年9月24日に最終回を迎え、1996年から続いた広末涼子によるTOKYO FMのラジオ番組は終了となった。最終回では『がんばらナイト』第1回の放送もオンエアした。
構成作家は『がんばらナイト』と同じく、みやじまのぶひろ（宮島伸浩）。

## 番組名
番組名は同局「ラジアンリミテッド」のオマージュであるが、触れられたことはなく、第1回放送時にRav（Rave） unlimited（無制限に熱狂的）の意味であると説明された。しかしのちには無限の愛（Love unlimited）とも説明されており、英字での綴りは不確定である。また、媒体によってはカナ表記も「ラヴアンリミテッド」と表記されるなど揺れがあった。

## おもなコーナー
- 広末涼子にハタチになる前にやっておいてもらいたい事
- Summer Snow完全攻略ナイト

## 主なエンディングテーマ
- 果実
- 真冬の星座たちに守られて